# Melanagromyza sensoriata
Melanagromyza sensoriata är en tvåvingeart som beskrevs av Mitsuhiro Sasakawa 1963. Melanagromyza sensoriata ingår i släktet Melanagromyza och familjen minerarflugor. Inga underarter finns listade i Catalogue of Life.